# Kepler-37 e
Kepler-37 e — экзопланета, открытая космическим телескопом «Кеплер» в 2014 году. Планета имеет орбитальный период 51 день, расположена на расстоянии 210 световых лет от Земли и вращается вокруг своей родительской звезды Kepler-37 в созвездии Лиры.